# Nouveau Parti national (Grenade)
Pour l’article homonyme, voir Nouveau Parti national pour le parti politique d'Afrique du Sud.
Le Nouveau Parti national (New National Party, NNP) est un parti politique conservateur de la Grenade. Il est membre de l'Union démocrate caribéenne et associé à l'Union démocrate internationale.

## Liste des chefs du Nouveau Parti national
| Chef                | Lieu de naissance | Début            | Fin           |
| ------------------- | ----------------- | ---------------- | ------------- |
| Herbert Blaize      | Carriacou         | août 1984        | janvier 1989  |
| Keith Mitchell      | Saint-Georges     | janvier 1989     | décembre 2024 |
| Emmalin Pierre (en) | Saint Andrew      | 15 décembre 2024 | en cours      |

## Résultats électoraux
| Élection | Chef           | Votes  | %    | Sièges  | +/– | Position | Gouvernement |
| -------- | -------------- | ------ | ---- | ------- | --- | -------- | ------------ |
| 1984     | Herbert Blaize | 24 045 | 58,6 | 14 / 15 | 14  | 1er      | Majorité     |
| 1990     | Keith Mitchell | 6 916  | 17,5 | 2 / 15  | 12  | 3e       | Opposition   |
| 1995     | Keith Mitchell | 14 154 | 32,4 | 8 / 15  | 6   | 1er      | Majorité     |
| 1999     | Keith Mitchell | 25 896 | 62,5 | 15 / 15 | 7   | 1er      | Majorité     |
| 2003     | Keith Mitchell | 22 556 | 47,8 | 8 / 15  | 7   | 1er      | Majorité     |
| 2008     | Keith Mitchell | 27 189 | 47,8 | 4 / 15  | 4   | 2e       | Opposition   |
| 2013     | Keith Mitchell | 32 031 | 58,8 | 15 / 15 | 11  | 1er      | Majorité     |
| 2018     | Keith Mitchell | 33 786 | 58,9 | 15 / 15 | 0   | 1er      | Majorité     |
| 2022     | Keith Mitchell | 28 959 | 47,8 | 6 / 15  | 9   | 2e       | Opposition   |